# Герб Грайворона
Герб Гра́йворона — официальный символ города Грайворона Белгородской области России. Впервые утверждён постановлением главы администрации района № 290 4 декабря 1995 года. Герб города Грайворона и Грайворонского района переутверждён решением третьей сессии районного Совета от 20 декабря 1996 года.

## Описание
В золотом поле летящий в право чёрный ворон с крыльями, распростёртыми в левую перевязь. В вольной части — герб Белгородской области
В своей основе герб имеет французский щит. Герб является гласным, то есть изображённый на гербе «ворон», соответствует названию города.
Разрешается воспроизведение герба Грайворона в одноцветном варианте, а также без свободной части с гербом области.
Герб Грайворона является совместным символом Грайворонского района и города Грайворон. В случае разграничения органов самоуправления города и района, герб остаётся исключительно символом города Грайворона.

## История
Слобода Грайворон была основана в 1678 году. Слобода входила в состав Хотмыжского уезда Курской губернии. 23 марта 1838 году слобода получает статус города, и центр уезда переносится в Грайворон, а уезд стал называться Грайворонским.
Как уездный город Грайворон 25 октября 1841 года получает собственный герб:

Щит, разделённый на две равные части: верхняя из них заключает в себе герб губернского города Курска, а нижняя имеет в золотом поле летящего в правую сторону чёрнаго ворона, с распростёртыми в диагональном положении крыльями.
В соответствии с геральдической реформой Б. В. Кёне в 1864 году разработан проект герба Грайворона с новым оформлением: 

В золотом щите чёрный летящий ворон. В вольной части герб Курской губернии; щит увенчан серебряной стенчатой короной и окружён золотыми колосьями, соединёнными Александровскою лентою.
Проект так и не был утверждён.
В книге белгородского краеведа Б. И. Осыкова «Города и реки Белгородчины» приводится изображение герба Грайворона, который использовался в 1970—1980 годах в полиграфических изданиях и на значках в связи с 300-летием образования города (1978).
Изображение первоначального проекта герба города 1995 года, по мнению геральдистов, не уступает окончательному варианту.

## Галерея

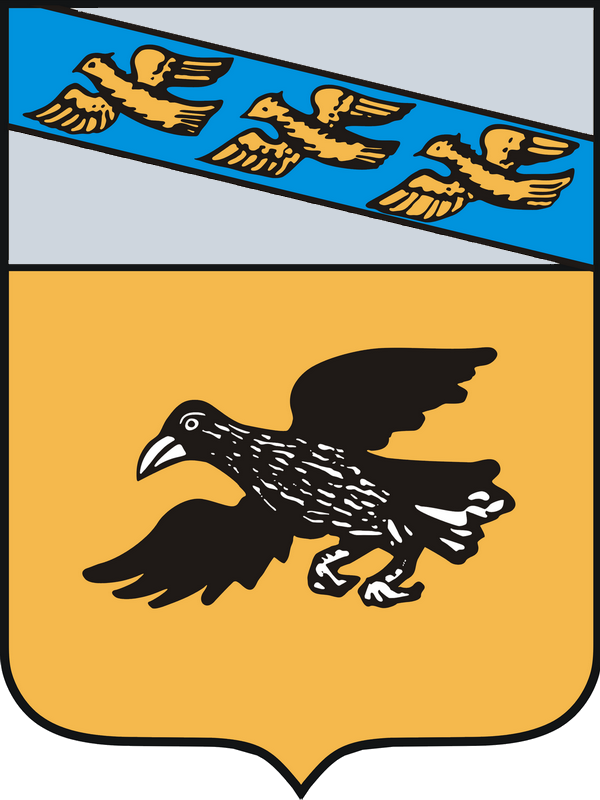
Герб 1841 года из книги «Старинные гербы земли Курской», 1990-е годы
Герб 1841 г. Из книги Н. А. Соболевой «Гербы городов России», 1998
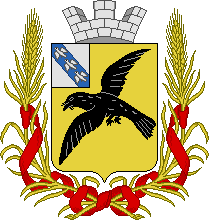
Проект герба 1864 года
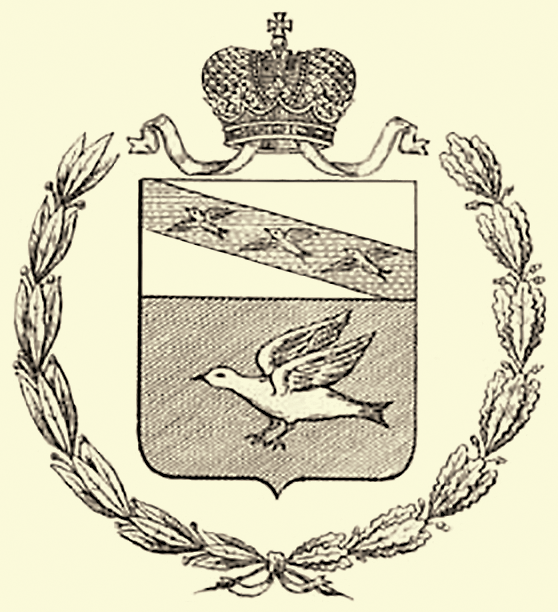
Уездный герб из «Плана Грайворонского уезда» 1910 года
Герб 1970—1980 годов
Первоначальный проект герба 1995 года